# Rosa palustris
Rosa palustris es una especie de planta del género Rosa, de la familia Rosaceae.

## Taxonomía
Rosa palustris fue descrita por Marshall en 1785.

## Distribución
Se encuentra en el territorio este de Canadá hasta el centro-norte y este de Estados Unidos.